# Tekana
Tekana is een bestuurslaag in het regentschap Ogan Komering Ulu Selatan van de provincie Zuid-Sumatra, Indonesië. Tekana telt 1257 inwoners (volkstelling 2010).